# 維戈達 (切梅里夫齊區)
48°55′49″N 26°18′24″E / 48.93028°N 26.30667°E
維戈達（烏克蘭語：Вигода），是烏克蘭西部的村莊，隸屬赫梅利尼茨基州的卡緬涅茨-波多利斯基區。該村面積0.3平方公里，海拔高度263米，2001年人口17，人口密度每平方公里57.24人。